# Anas Zniti
Anas Zniti (arab. ‏أنس الزنيتي‎; ur. 28 października 1988 w Fezie) – marokański piłkarz, grający na pozycji bramkarza w Raja Casablanca. Reprezentant kraju.
Wychowanek Maghrebu Fez, w którym grał w latach 2006–2013. Następnie w latach 2013–2015 piłkarz FARu Rabat, dla którego rozegrał 38 spotkań w marokańskiej ekstraklasie. W 2015 roku przeszedł do klubu Raja Casablanca, w której jest podstawowym bramkarzem i do czerwca 2021 roku rozegrał ponad 200 spotkań.
Wielokrotny reprezentant kraju, dwukrotny zdobywca Mistrzostw Narodów Afryki.

## Kariera klubowa

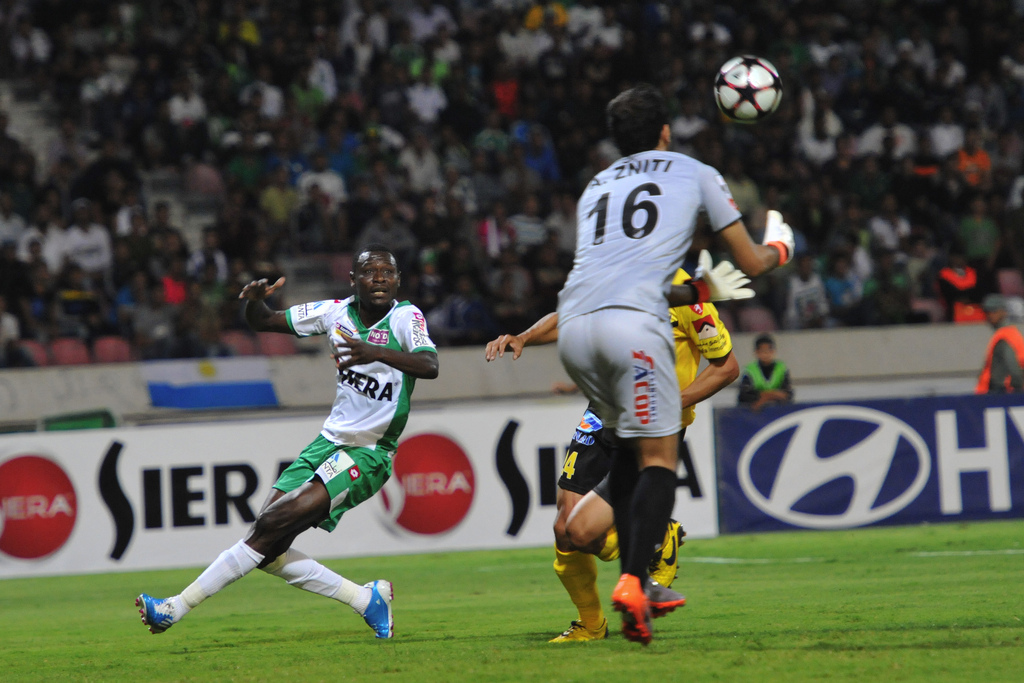
Anas Zniti w barwach Maghrebu Fez (z nazwiskiem na koszulce)

### Maghreb Fez (2004–2013)
Zaczynał karierę w 2004 roku jako zawodnik Maghrebu Fez. W sezonie 2006/2007 zajął z tym zespołem 14. miejsce, w sezonie 2007/2008 11., a w dwóch kolejnych 8. W sezonie 2010/2011 zaczął być podstawowym bramkarzem i rozegrał 16 meczów, został wicemistrzem kraju oraz zdobył krajowy puchar. W kolejnych sezonach rozgrywał odpowiednio 18 i 28 spotkań. W sezonie 2011/2012 zdobywał z Maghrebem Afrykański Puchar Konfederacji i Afrykański Super Puchar. Podczas tego finału tego drugiego pucharu, który odbył się 25 lutego 2012 roku, Anas Zniti rozegrał 59 minut i nie puścił bramki, a jego miejsce zajął Ismail Kouha.
13 lutego 2013 roku Anas Zniti doznał kontuzji podczas pojedynku powietrznego podczas meczu Maghreb Fez–Wydad Casablanca. Gdy upadł na ziemię, stracił przytomność, a następnie został szybko odwieziony do szpitala. Kilka dni później okazało się, że kontuzja nie zagraża jego karierze.
Pod koniec sezonu 2012/2013 napływały plotki transferowe dotyczące Znitiego. Początkowo walczyły o niego dwa kluby z Casablanki – Raja i Wydad. Ta pierwsza drużyna podniosła cenę kontraktu, aby zniechęcić lokalnego rywala. Później do walki dołączył się FAR Rabat. Ostatecznie to stołeczny klub pozyskał bramkarza.
W Maghrebie łącznie rozegrał 39 ligowych meczów.

### FAR Rabat (2013–2015)
W stołecznym zespole Anas Zniti zadebiutował 23 sierpnia 2013 roku. Przeciwnikiem był FUS Rabat, mecz zakończył się porażką 0:1. Spośród wszystkich, 15 meczów sezonu 2013/2014, Anas Zniti tylko raz zachował czyste konto. W kolejnym sezonie był podstawowym bramkarzem FARu. Spośród 30 spotkań marokańskiej ekstraklasy opuścił tylko 8. W sezonie tym dwukrotnie zachowywał czyste konto i puścił 11 bramek. Kiedy był nieobecny, zastępował go Ali Grouni. 
Pod koniec 2014 roku napłynęły informacje o pozyskaniu Znitiego przez Raję Casablanca, powodem miał być brak jakichkolwiek trofeów w stołecznym klubie. Do podpisania kontraktu przez bramkarza doszło 9 czerwca 2015 roku, miał obowiązywać przez 3 sezony. 
W stołecznym klubie rozegrał 37 meczów ligowych. 

### Raja Casablanca (2015–)
W zespole z największego miasta Maroka Anas Zniti zadebiutował 6 września 2015 roku w meczu przeciwko FUSowi Rabat, przegranym 2:0. Mimo to zagrał 30 meczów ligowych (wszystkie). Zaliczył także jedną asystę.
W sezonie 2016/2017 opuścił tylko jedno spotkanie – 29 kwietnia 2017 roku w bramce zastąpił go Mohamed Bouamira. W tym właśnie sezonie po raz drugi w karierze zdobył Puchar Maroka.
Anas Zniti w kolejnym sezonie również był podstawowym bramkarzem klubu Raja. Opuścił 4 mecze. Tak jak w sezonie poprzednim – rezerwowym bramkarzem był Mohamed Bouamira.
W sezonie 2018/2019 zagrał wprawdzie mniej spotkań niż w sezonie poprzednim (23), ale udało mu się zdobyć opaskę kapitana na jeden mecz. W kolejnym meczu oddał opaskę kapitana obrońcy klubu Raja – Badrowi Banounowi. W sezonie tym po raz drugi zdobył Afrykański Puchar Konfederacji i Afrykański Super Puchar.
W sezonie 2019/2020, przerwanym przez pandemię, Anas Zniti pozostał podstawowym bramkarzem, rozgrywając 25 meczów. Przyczynił się do mistrzostwa. 
W sezonie 2020/2021 Raja podjęła próby przedłużenia kontraktu ze Znitim. Do porozumienia nie doszło. 
13 sierpnia 2021 roku przedłużono ze Znitim kontrkakt. Zanim jednak do tego doszło, plotkowano o możliwości dołączenia do Renaissance Berkane, z którego odszedł Zouheir Laaroubi. 
Podczas 15. kolejki GNF 1, 30 grudnia 2021 roku w meczu przeciwko Maghrebowi Fez, doznał kontuzji ręki, która okazała się poważna. 2 stycznia 2022 roku poddał się operacji. Powrócił po czterech miesiącach na mecz z ES Sétif.  
W sezonie 2021/2022 rozegrał 21 spotkań ligowych. Kiedy trwała jego rehabilitacja, występował za niego Amir El Haddaoui. Ponownie przyczynił się do tytułu mistrza kraju. 
W sierpniu 2022 roku podpisał kontrakt na kolejny rok. 
Sezon 2022/2023 zakończył z 25 meczami w lidze. W czasie nieobecności rezerwowym byli Gaya Merbah i Marouane Fakhr. 

W sezonie 2023/2024 również był podstawowym zawodnikiem grając wszystkie mecze w lidze, wpuszczając 15 bramek i 17 razy zachowując czyste konto. Zdobył też puchar Maroka po raz trzeci w swojej karierze, grając we wszystkich meczach swojego zespołu. 

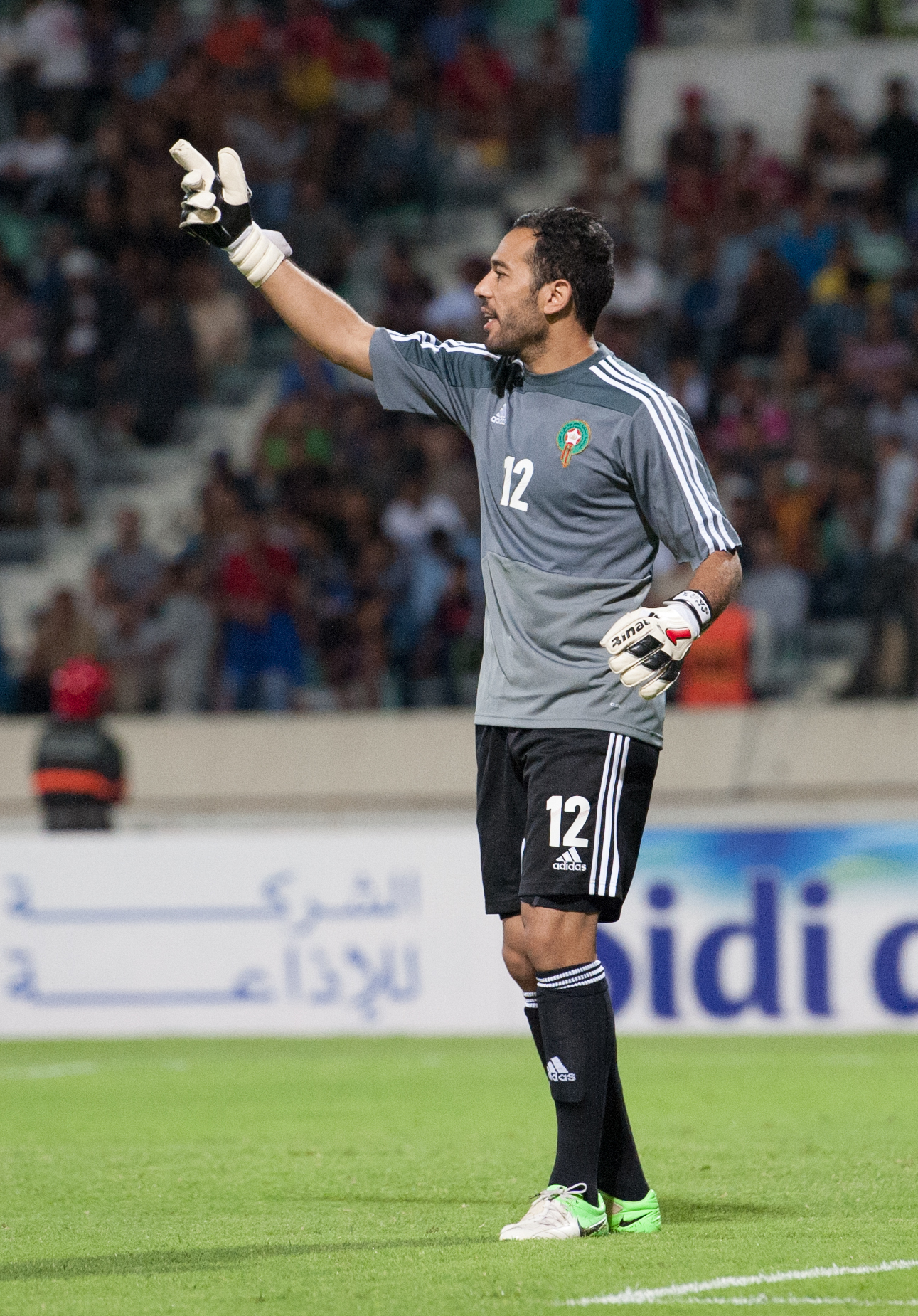
Anas Zniti w koszulce ojczystej reprezentacji w 2014 roku

## Kariera reprezentacyjna
Anas Zniti w reprezentacji kraju zadebiutował 8 stycznia 2013 roku w meczu przeciwko Zambii, zremisowanym bezbramkowo. Zniti wszedł na boisko w 46. minucie.
Po raz pierwszy podczas Mistrzostw Narodów Afryki w piłce nożnej 2018 zagrał 13 stycznia 2018 roku w meczu przeciwko Mauretanii, wygranym 4:0. Następnie reprezentacja pokonywała: Gwineę, Namibię, Libię i Nigerię w finale.
Podczas tej samej imprezy 3 lata później Zniti z reprezentacją również zatriumfował. W fazie pucharowej pokonywał odpowiednio: Zambię, Kamerun i Mali w finale. Po tym ostatnim meczu został wybrany najlepszym zawodnikiem spotkania.

## Osiągnięcia
Maghreb Fez
- Puchar Maroka (2010/2011)
- Afrykański Puchar Konfederacji (2011)
- Afrykański Super Puchar (2010/2011)

Raja Casablanca
- Puchar Maroka (2016/2017)
- Afrykański Puchar Konfederacji (2018)
- Afrykański Super Puchar (2018/2019)
- Mistrzostwo Maroka (2019/2020, 2023/2024)

Indywidualnie
- Bramkarz roku GNF 1: 4x (2016/2017, 2020/2021, 2021/2022, 2023/2024)

Reprezentacja
- Mistrzostwa Narodów Afryki (2017/2018. 2020/2021)

(Na podstawie:) 

## Statystyki kariery

### Klubowe
Stan na 31 lipca 2024
| Klub            | Sezon     | Kraj   | Rozgrywki |       | Liga | Liga  |      | Puchar kraju | Puchar kraju |      | Międzynarodowe | Międzynarodowe | Międzynarodowe |  | Ogółem | Ogółem |
| Klub            | Sezon     | Kraj   | Rozgrywki | Mecze | Gole | Mecze | Gole | Rozgrywki    | Mecze        | Gole | Mecze          | Gole           |                |  |        |        |
| Maghreb Fez     | 2004/2005 | Maroko | GNF 1     | ?     | ?    | ?     | ?    | ?            | ?            | ?    | ?              | ?              |                |  |        |        |
| Maghreb Fez     | 2005/2006 | Maroko | GNF 1     | ?     | ?    | ?     | ?    | ?            | ?            | ?    | ?              | ?              |                |  |        |        |
| Maghreb Fez     | 2006/2007 | Maroko | GNF 1     | ?     | ?    | ?     | ?    | ?            | ?            | ?    | ?              | ?              |                |  |        |        |
| Maghreb Fez     | 2007/2008 | Maroko | GNF 1     | ?     | ?    | ?     | ?    | ?            | ?            | ?    | ?              | ?              |                |  |        |        |
| Maghreb Fez     | 2008/2009 | Maroko | GNF 1     | ?     | ?    | ?     | ?    | ?            | ?            | ?    | ?              | ?              |                |  |        |        |
| Maghreb Fez     | 2009/2010 | Maroko | GNF 1     | ?     | ?    | ?     | ?    | ?            | ?            | ?    | ?              | ?              |                |  |        |        |
| Maghreb Fez     | 2010/2011 | Maroko | GNF 1     | 16    | 0    | ?     | ?    | ?            | ?            | ?    | 16             | 0              |                |  |        |        |
| Maghreb Fez     | 2011/2012 | Maroko | GNF 1     | 11    | 0    | ?     | ?    | ASP, ALM     | 2            | 0    | 13             | 0              |                |  |        |        |
| Maghreb Fez     | 2012/2013 | Maroko | GNF 1     | 28    | 0    | ?     | ?    | ?            | ?            | ?    | 28             | 0              |                |  |        |        |
| FAR Rabat       | 2013/2014 | Maroko | GNF 1     | 15    | 0    | ?     | ?    | ?            | ?            | ?    | 15             | 0              |                |  |        |        |
| FAR Rabat       | 2014/2015 | Maroko | GNF 1     | 22    | 0    | ?     | ?    | ?            | ?            | ?    | 22             | 0              |                |  |        |        |
| Raja Casablanca | 2015/2016 | Maroko | GNF 1     | 30    | 0    | ?     | ?    | ?            | ?            | ?    | 30             | 0              |                |  |        |        |
| Raja Casablanca | 2016/2017 | Maroko | GNF 1     | 27    | 0    | 7     | 0    | ?            | ?            | ?    | 34             | 0              |                |  |        |        |
| Raja Casablanca | 2017/2018 | Maroko | GNF 1     | 26    | 0    | 3     | 0    | APK          | 16           | 0    | 45             | 0              |                |  |        |        |
| Raja Casablanca | 2018/2019 | Maroko | GNF 1     | 23    | 0    | 0     | 0    | APK, ASP     | 11           | 0    | 34             | 0              |                |  |        |        |
| Raja Casablanca | 2019/2020 | Maroko | GNF 1     | 25    | 0    | ?     | ?    | ALM          | 11           | 0    | 36             | 0              |                |  |        |        |
| Raja Casablanca | 2020/2021 | Maroko | GNF 1     | 17    | 0    | 2     | 0    | ALM, APK     | 20           | 0    | 37             | 0              |                |  |        |        |
| Raja Casablanca | 2021/2022 | Maroko | GNF 1     | 21    | 0    | 1     | 0    | ALM, ASP     | 6            | 0    | 27             | 0              |                |  |        |        |
| Raja Casablanca | 2022/2023 | Maroko | GNF 1     | 25    | 0    | 5     | 0    | ALM          | 8            | 0    | 38             | 0              |                |  |        |        |
| Raja Casablanca | 2023/2024 | Maroko |           | 30    | 0    | 5     | 0    | ?            | ?            | ?    | 35             | 0              |                |  |        |        |
| Ogółem          |           |        |           | 333   | 0    | 22    | 0    |              | 71           | 0    | 412            | 0              |                |  |        |        |
| --------------- | --------- | ------ | --------- | ----- | ---- | ----- | ---- | ------------ | ------------ | ---- | -------------- | -------------- | -------------- |  | ------ | ------ |

### Reprezentacyjne
| Maroko | Maroko | 2013   | 1 | 0 | 2  | 0  | —        | —  | 3 | 1  |   |
| Maroko | Maroko | 2014   | 1 | 0 | -– | -– | -–       | -– | 1 | 0  |   |
| Maroko | Maroko | 2018   | — | — | -– | -– | MNA 2018 | 5  | 0 | 5  | 0 |
| Maroko | Maroko | 2019   | — | — | 1  | 0  | —        | —  | 1 | 0  |   |
| Maroko | Maroko | 2021   | — | — |    |    | MNA 2020 | 6  | 0 | 6  | 0 |
| Ogółem | Ogółem | Ogółem | 2 | 0 | 3  | 0  |          | 11 | 0 | 16 | 0 |

Opracowano na podstawie:

## Pozostałe informacje
Jest prawonożny. Ma 182 cm wzrostu.

## Życie prywatne
Żonaty. Jego małżonka jest kuzynką króla Maroka.